# George Washington (Lansdowne Portrait)
Le Portrait de George Washington, dit Lansdowne Portrait, est réalisé par Gilbert Stuart en 1796.

## Contexte
Gilbert Stuart, né aux États-Unis, a passé dix-huit ans en Europe pour perfectionner son art. Ce portrait original — qu'il peint en 1796 — est un cadeau à l'ancien premier ministre britannique William Petty, Ier marquis de Lansdowne (un sympathisant des Américains et qui soutenait l'indépendance de la colonie) de la part du sénateur William Bingham de la Pennsylvanie. Alors que d'autres artistes ont vu Washington comme un chef militaire, Stuart est le premier portraitiste à peindre une image de Washington comme Ier président des États-Unis. Il réalise trois copies de ce portrait, dit « Lansdowne », et cinq portraits qui y sont étroitement liés.
La copie la plus célèbre se trouve dans la Salle Est de la Maison-Blanche qui est une salle de réception. Ce portrait a été acheté en novembre 1800. La première dame Dolley Madison a ordonné que tous les documents officiels et ce portrait de Washington soient sauvés des Britanniques, qui en 1814 incendièrent la Maison-Blanche, au temps de la guerre anglo-américaine de 1812. Ce tableau est retourné à sa place en 1817, après la restauration complète de la Maison-Blanche.

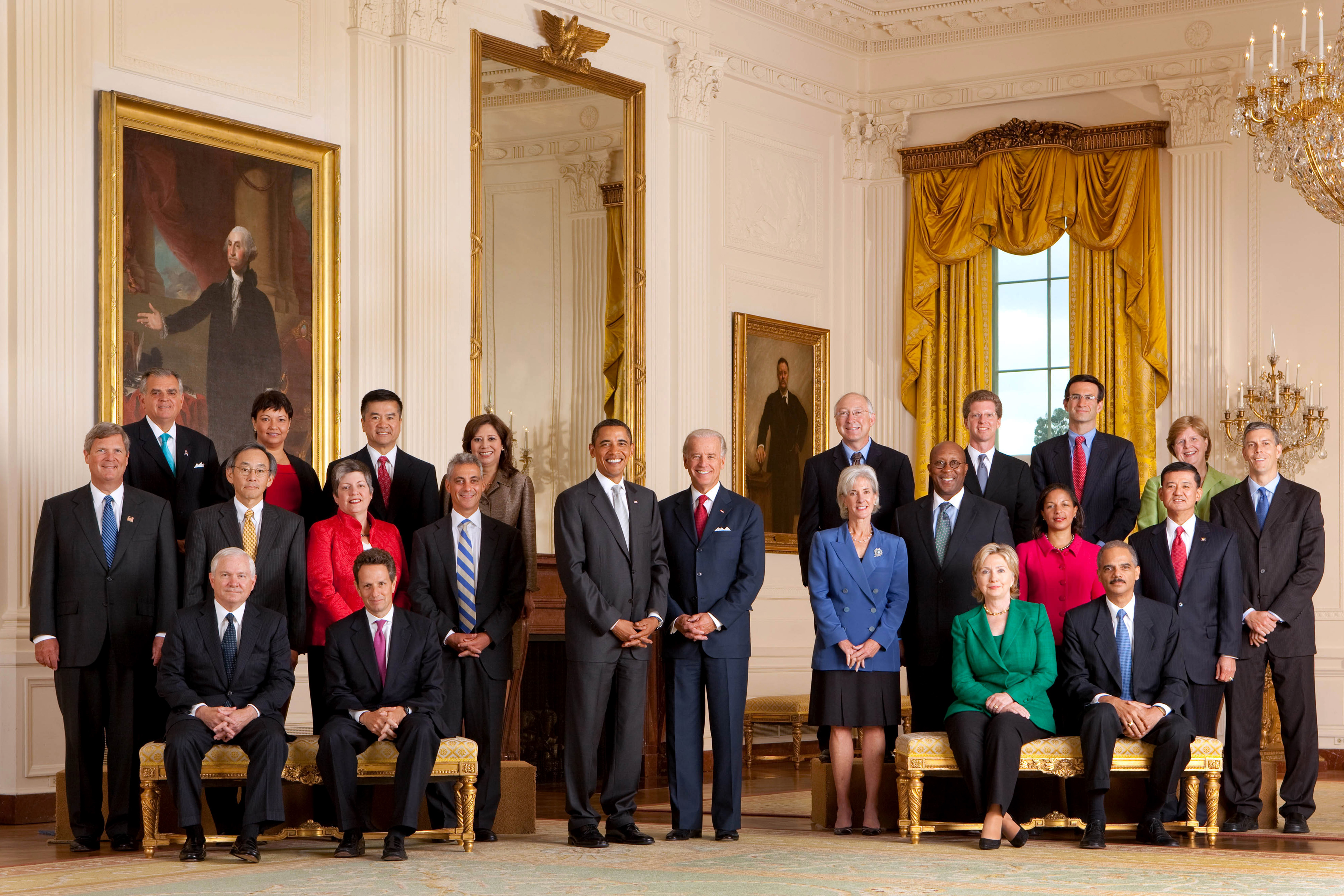
Le Président Barack Obama avec son cabinet, 9 octobre 2009.

## Description
Le portrait officiel, à grandeur nature, montre George Washington à l'âge de 64 ans. Son visage est réaliste et le peintre s'est attaché à faire transparaître la dignité et le sérieux du personnage. D'autres portraits, d'autres artistes, montrent George Washington en uniforme militaire ; mais ici il est en civil. Son costume noir est sobre et adapté à la fonction présidentielle. Il contraste avec les vêtements portés par les monarques européens contemporains sur leurs portraits officiels.
Il tient son épée de la main gauche, faisant ainsi mention que son service militaire est fini : il apparaît donc en civil, parce qu'il avait démissionné de sa commission de chef militaire. Il s'agit d'une épée de cérémonie, dont la garde laisse apparaître un métal précieux. Elle est celle d'un gentilhomme mais rappelle également que George Washington a été général pendant la guerre d'indépendance américaine.
Le pied doré de la table représente un faisceau surmonté d'un aigle. Ce symbole de style néoclassique dérive du grand sceau des États-Unis et rappelle le faisceau des licteurs romains pendant l'Antiquité. Le fauteuil est surmonté d'un médaillon ovale dans lequel on devine les couleurs du drapeau américain avec ses treize bandes (symbolisant les treize colonies anglaises d'Amérique devenues indépendantes) et ses étoiles. Le médaillon est entouré par des feuilles de laurier, symbole de victoire depuis l'Antiquité. Les étoiles sont reprises sur le bord du dossier avec des feuilles d'acanthe, un décor récurrent dans l'Antiquité grecque et romaine.
Sur le bureau figurent deux ouvrages intitulé pour l'un « Federalist », c'est-à-dire Les Papiers fédéralistes, un recueil de 85 essais écrits entre 1787 et 1788 qui sont une source pour comprendre la nouvelle constitution américaine que le peuple était appelé à ratifier. Le second ouvrage est le Journal Of Congress, c'est-à-dire le compte-rendu des délibérations du congrès américain.  
Sous la table sont posés trois livres : General Orders, Constitution and Laws of the United States et American Revolution qui sont au pied de son bureau. Ils font référence au rôle de George Washington comme commandant de l’armée américaine et comme président de la Convention constitutionnelle de 1787. L'un des trois livres s’appuie contre le pied de la table alors qu'un autre est isolé, ce qui donne une touche de réalisme à la scène. La position des trois livres suggère que George Washington les utilisait souvent. 
L’encrier et la plume peuvent faire référence à l’élaboration de lois et au fait que Washington a écrit et signé de nombreux documents importants de son vivant. L’encrier, qui est sans doute une invention du peintre, montre les armoiries de la famille Washington, dont George Washington a changé l’emblème du corbeau en griffon. L’objet est façonné dans un style néoclassique et évoque un bateau inspiré de l’antiquité romaine. Le chapeau noir de George Washington est également sur la table. 
En arrière-plan, un arc-en-ciel fait référence à la fin de la guerre et à l’espoir d’un avenir meilleur : les nuages se dissipent. Étroitement lié à l’histoire biblique de Noé, l'arc-en-ciel est devenu un symbole de pureté, car il apparaît après que la pluie a purifié l’air. C’est aussi un symbole d’espérance, puisqu'il apparait après la pluie du Déluge. L'arc-en-ciel peut aussi être interprété comme un symbole d'unité dans la diversité de la nouvelle nation américaine. George Washington appartenait à la franc-maçonnerie, dont les rituels étaient riches en symbolisme. Dans ce symbolisme, l’arc-en-ciel est parfois associé à l’Arche d'alliance, que la tradition relie au Temple de Salomon. L’arc-en-ciel maçonnique est parfois interprété comme l’Arche du Ciel, soutenue par les piliers de la Sagesse et de la Force. Un arc-en-ciel apparaît dans le tablier rituel offert à George Washington par le marquis de Lafayette, son compagnon d’armes pendant la guerre d’indépendance.

Pour conclure, ce portrait représente, depuis toujours, l'image de George Washington chef d'une nouvelle nation, basée sur des textes écrits (la Constitution et les Lois) et sur l'histoire d'une Révolution. Il est celui d'un citoyen-président dans un régime républicain et démocratique, et non celui d'un monarque absolu.  

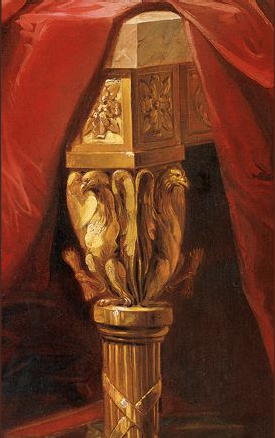
Pied du bureau
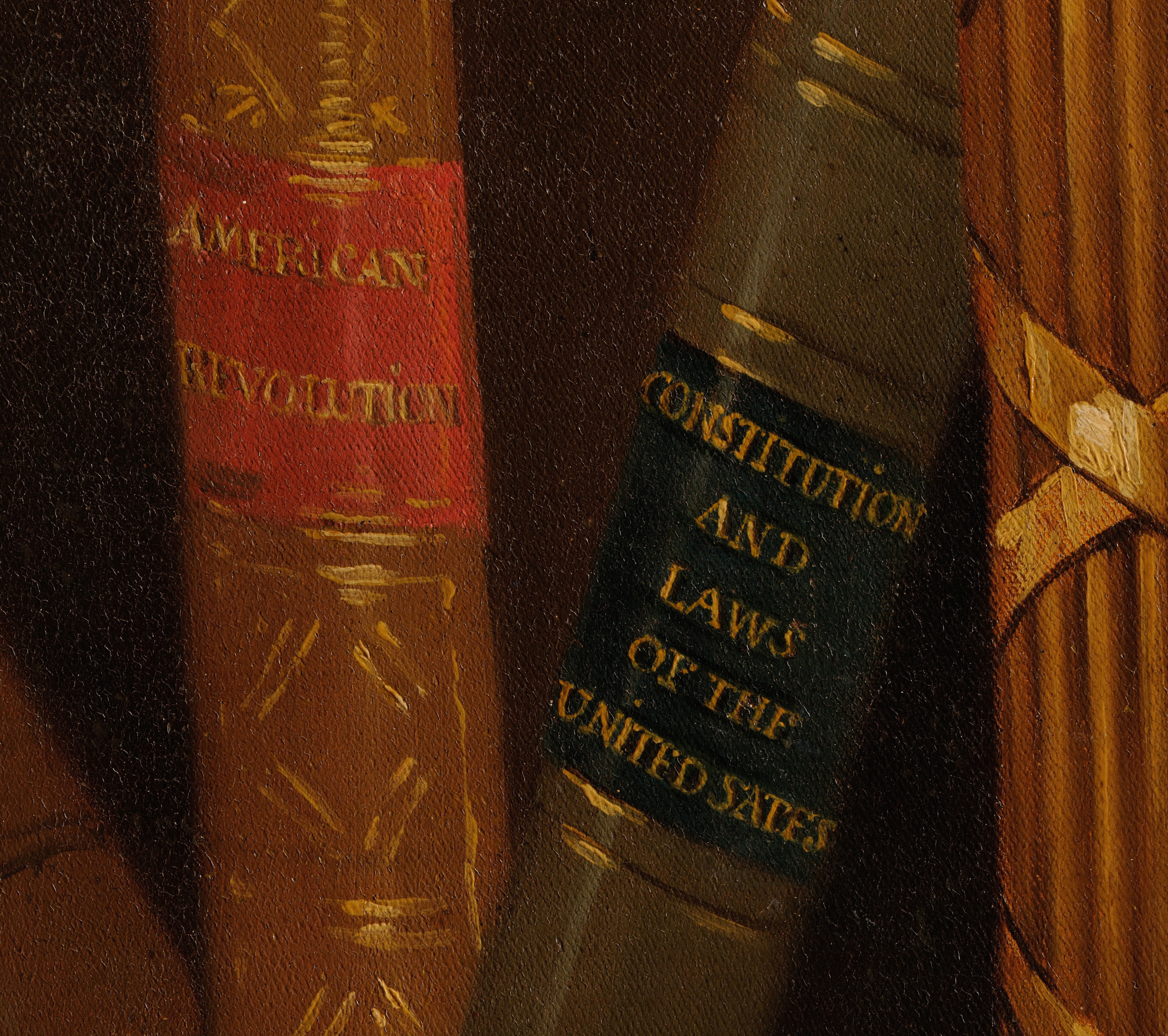
Livres au pied du bureau
épée
Bureau

## Copies
La première copie du portrait était pour les Binghams (maintenant elle se trouve à la Pennsylvania Academy of the Fine Arts). La copie de Bingham était encore dans leur studio le 27 juillet 1797, quand Robert Gilmor Jr. l'a vue. La copie de William Kerin Constable est maintenant au Brooklyn Museum. 

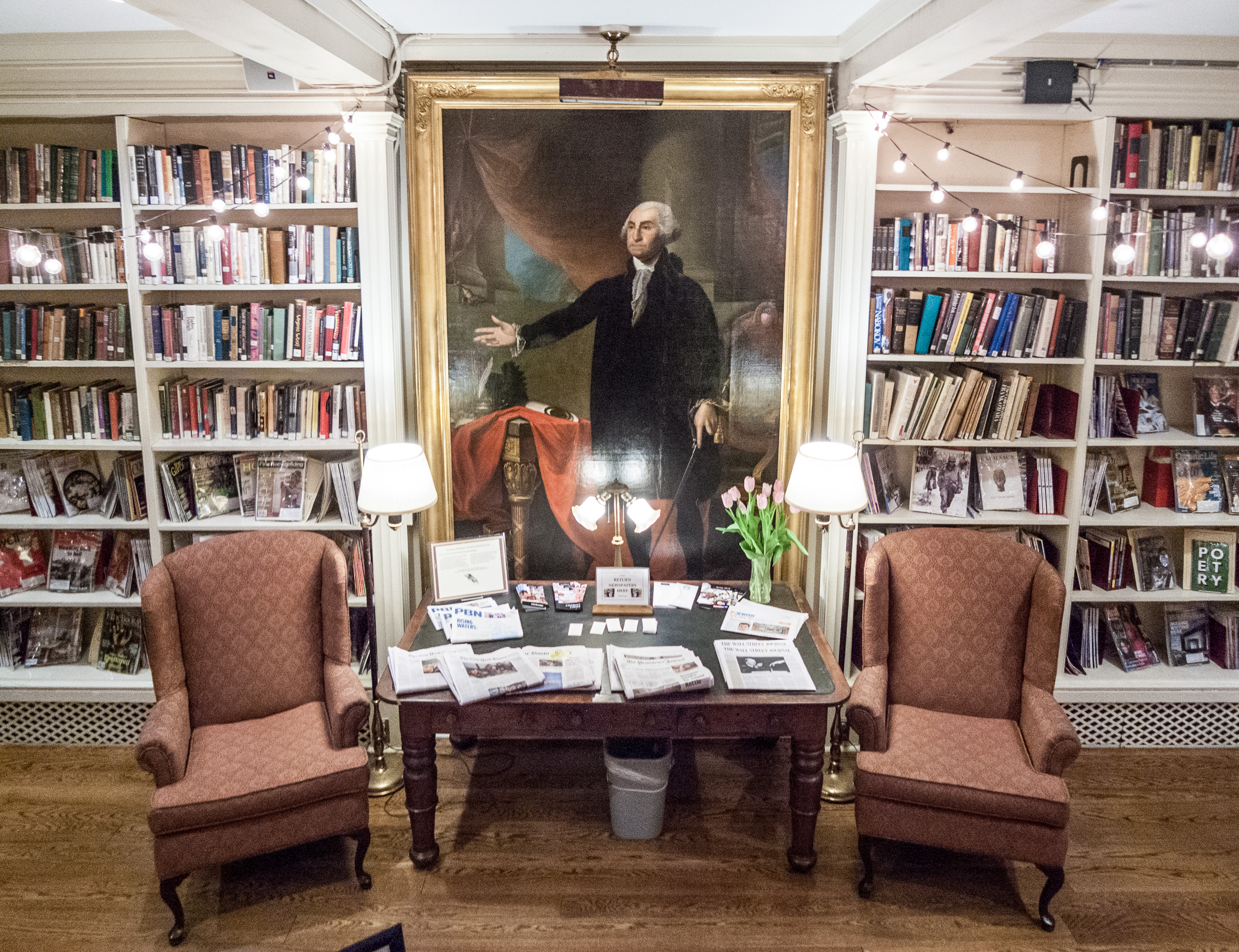
Lansdowne portrait de George Washington, copie au Providence Athenaeum.

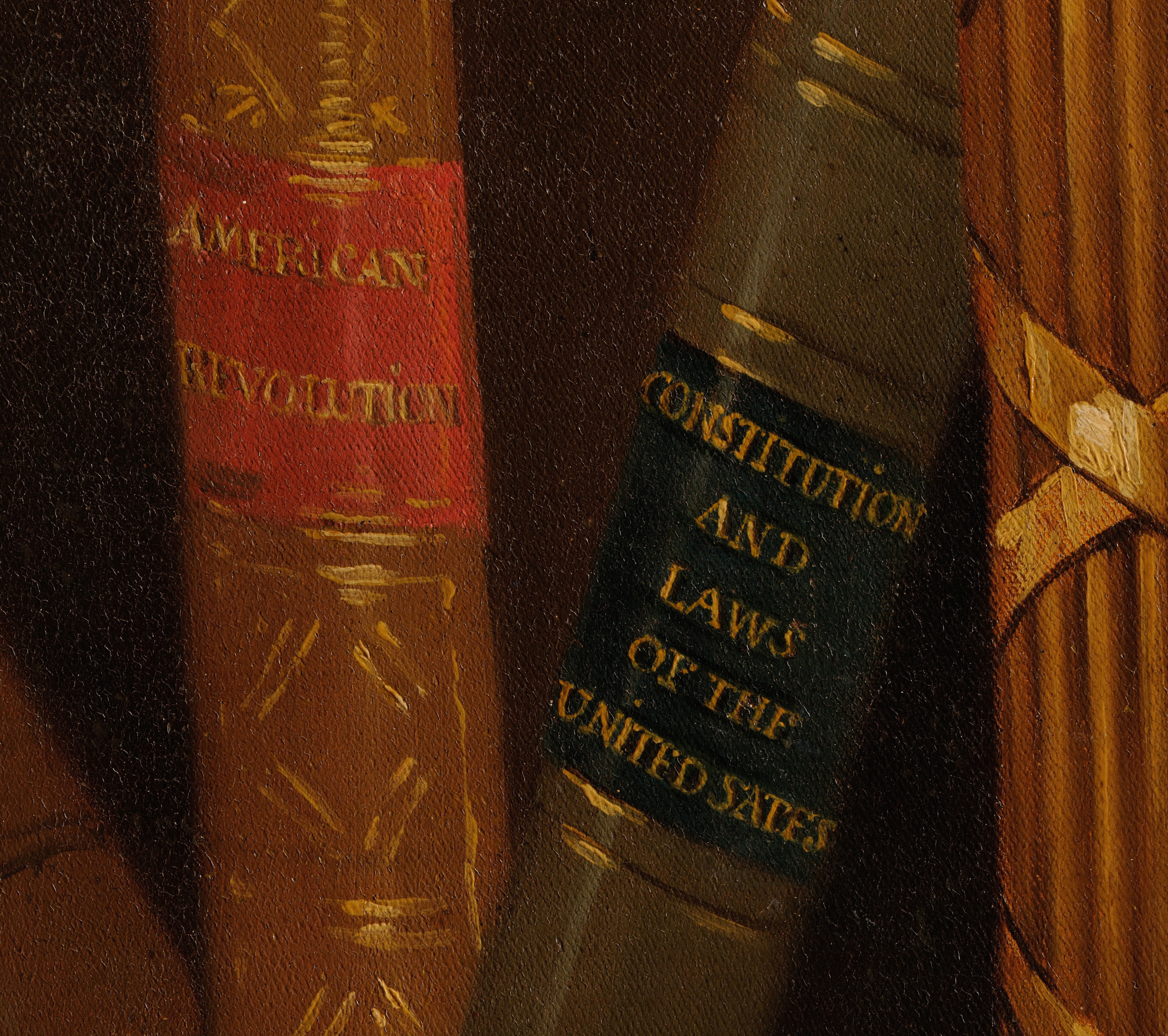
Détail des livres.

La copie qui maintenant est à la Maison-Blanche, est probablement celle commandée par Charles Cotesworth Pinckney en septembre 1976, comme cadeau diplomatique à la France. Pinckney a payé sa copie mais il ne l'a jamais récupérée  de l'atelier de Stuart,  et l'artiste semble l'avoir revendue à Gardiner Baker, en 1797. Une autre copie est au Providence Athenaeum (Rhode Island), une bibliothèque fondée en 1831.
Les portraits du typologie « Lansdowne » ont été copiés à maintes reprises et reproduits sur papier, en tirages largement diffusés. Le peintre britannique William Winstanley (1775-1806) aurait peint six copies, grandeur nature, du « Lansdowne ». Au cours du XIXe siècle, Jane Stuart (en), fille de Gilbert, a peint plusieurs exemplaires du « Lansdowne », en pleine taille et en taille réduite. Alonzo Chappel a inclus des éléments du « Lansdowne » dans son portrait assis de Washington (Metropolitan Museum of Art).

## Propriétaires
Ce portrait a été acheté en mars 1806, à une vente, par le marchand américain Samuel Williams. Acheté en 1827 par John Delaware Lewis, après sa mort, en 1841, ce portrait  appartenait à son fils, John Delaware Lewis, puis à Herman Leroy Lewis. Acheté en mai 1889 par Archibald Philip Primrose, Ve comte de Rosebery, par filiation familiale le portrait est parvenu  à Lord Harry Dalmeny. Acheté en 2001 pour la National Portrait Gallery, ce portrait de Washington a été présenté après 18 mois de restaurations minutieuses.

## Expositions
- 2017 : America's Presidents (Reinstallation September 2017), National Portrait Gallery (Washington)[note 3].